# آرانجل استویکوویچ
آرانجل استویکوویچ (سیریلیک صربی: Аранђел Стојковић؛ زادهٔ ۲ مارس ۱۹۹۵) بازیکن فوتبال اهل صربستان است.
از باشگاه‌هایی که در آن بازی کرده‌است می‌توان به باشگاه فوتبال بئوگراد اشاره کرد.
وی همچنین در تیم ملی فوتبال صربستان بازی کرده‌است.